# Ma femme se marie demain
Pour plus de détails, voir Fiche technique et Distribution.
Ma femme se marie demain (Affectionately Yours) est un film américain en noir et blanc réalisé par Lloyd Bacon, sorti en 1941.

## Synopsis
Les engagements d'un reporter marié le conduisent à travers le monde entier, ce qui lui donne beaucoup d'opportunités d'avoir des liaisons avec des femmes de différents pays.
Au moment où il se trouve à Lisbonne avec sa conquête du moment, il apprend que sa femme, de retour au foyer, a rencontré un autre homme et a décidé de demander le divorce.
Paniqué, il rentre aux États-Unis pour essayer de remédier à cela mais la femme de Lisbonne le suit, bien décidée à tourner la situation à son avantage.

## Fiche technique
- Titre français : Ma femme se marie demain
- Titre original : Affectionately Yours
- Réalisation : Lloyd Bacon
- Scénario : Edward Kaufman d'après une histoire de Fanya Foss et Aleen Leslie
- Producteur : Mark Hellinger (producteur associé) et Hal B. Wallis (producteur exécutif)
- Société de production : Warner Bros. Pictures
- Musique : Heinz Roemheld
- Photographie : Tony Gaudio
- Montage : Owen Marks
- Direction artistique : Anton Grot
- Costumes : Orry-Kelly
- Chorégraphe : Matty King
- Distribution : Warner Bros. Pictures
- Pays de production : États-Unis
- Langue : Anglais
- Format : Noir et blanc - Son : Mono (RCA Sound System)
- Genre : Comédie romantique
- Durée : 88 minutes
- Date de sortie :
  - États-Unis : 10 mai 1941

## Distribution
- Merle Oberon : Sue Mayberry
- Dennis Morgan : Rickey Mayberry
- Rita Hayworth : Irene Malcolm
- Ralph Bellamy : Owen Wright
- George Tobias : Pasha
- James Gleason : Chester Phillips
- Hattie McDaniel : Cynthia, la cuisinière de Sue
- Murray Alper : Blair
- William Haade : Matthews

Et, parmi les acteurs non crédités :
- Dorothy Adams : l'infirmière à la réception de l'hôpital
- Glen Cavender  : un pompier
- Faye Emerson : une infirmière à l'hôpital
- Alexis Smith : la demoiselle d'honneur